# Avenue de la République (Paris)
Pour les articles homonymes, voir Avenue de la République.
L'avenue de la République est une voie du 11e arrondissement de Paris, reliant la place de la République au cimetière du Père-Lachaise.

## Situation et accès

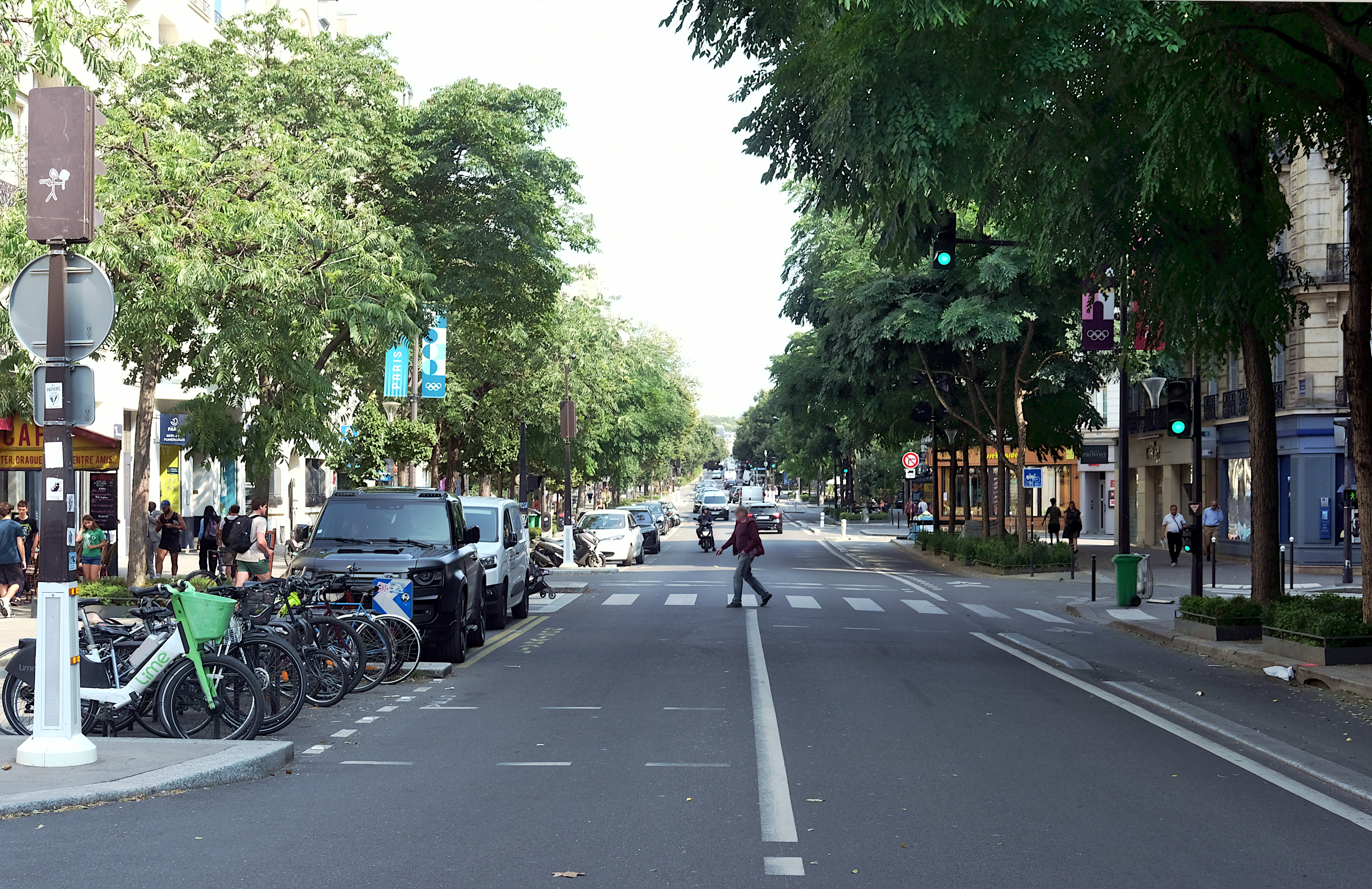
L'avenue au niveau de la rue de Malte.

Ce site est desservi par les lignes 3, 5, 9 et 11 à la station République et par la ligne 3 aux stations Parmentier, Rue Saint-Maur et Père Lachaise.

## Origine du nom
Elle porte ce nom car elle aboutit à la place de la République où est érigée une statue de la République. Elle porte également ce nom en référence à la République française, qui est le régime politique en vigueur en France depuis la Libération de la France en 1944.

## Historique
Cette voie, inaugurée en 1857 sous le nom d'« avenue des Amandiers », s’étendait originellement de la place du Château-d'Eau, aujourd'hui place de la République à la rue de Malte. Ce premier tronçon est percé à travers le quartier de la Nouvelle Ville d'Angoulême. Une série de plusieurs extensions, de 1857 à 1882, ont permis de l’étendre de la place de la République (rebaptisée du même nom en 1879) au boulevard de Ménilmontant.
Le 8 mars 1918, durant la première Guerre mondiale, une bombe lancée d'un avion allemand explose aux no 67-77 avenue de la République.

## Bâtiments remarquables et lieux de mémoire

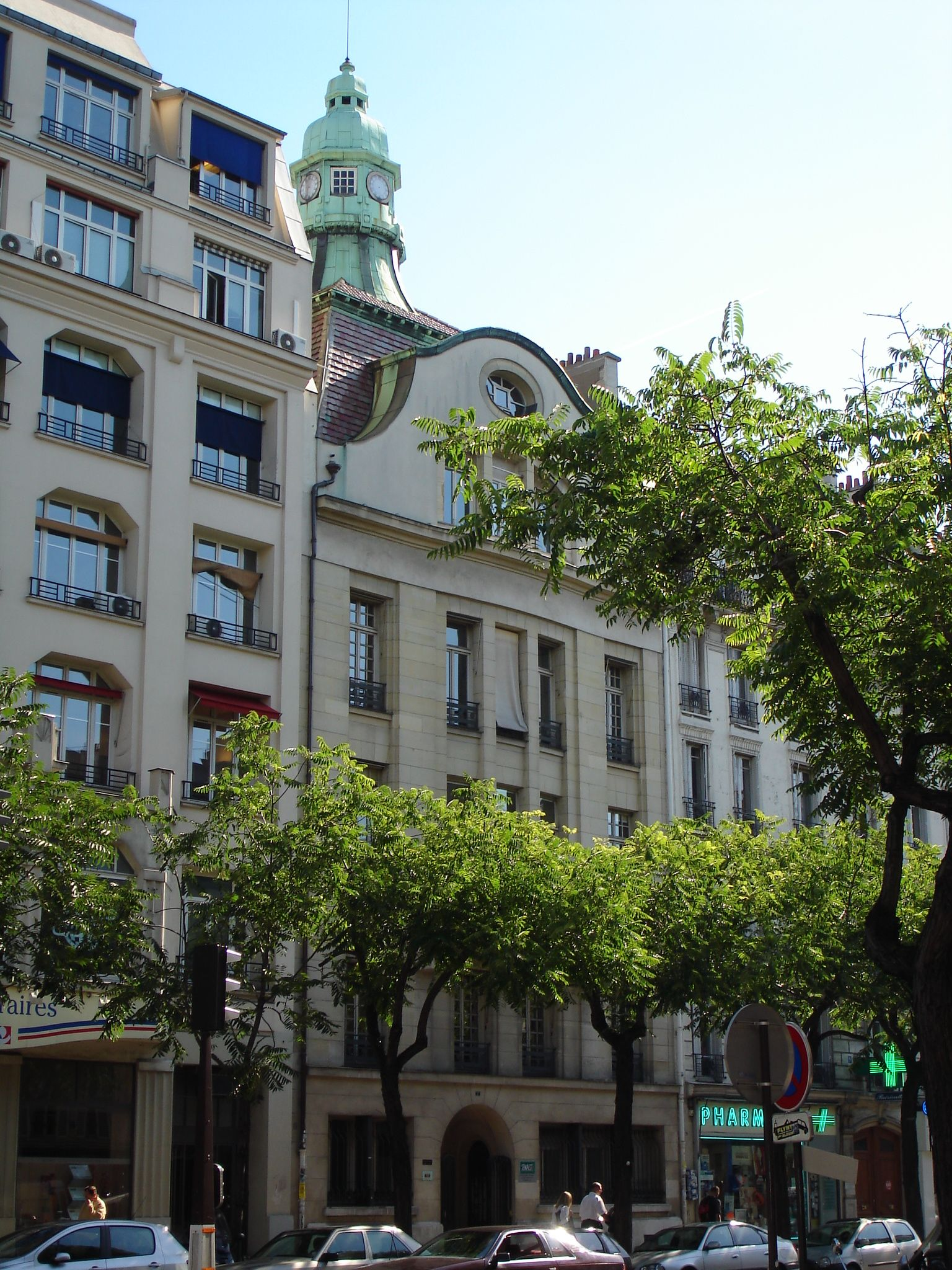
Vue générale du bâtiment.

- No 7: immeuble Art nouveau, avec lanterneau style phare, actuellement siège de la Sociétés d'économie mixte de Paris (Semaest). Construit en 1906 par l'architecte Eugène Meyer, aidé du ferronnier d'art Edgar Brandt et du maître verrier P. Roy, pour la société des Frères Sulzer[4] en style baroque autrichien, le bâtiment est inscrit aux monuments historiques le 10 février 1986.
- No 51 bis : siège de Génération.s.
- No 79 : École supérieure de commerce de Paris — Europe (ESCP Europe), fondée en 1820 et transférée ici en 1898. Le président de la République, Félix Faure, l'inaugura le 23 novembre, soit trois mois jour pour jour avant que son cortège funèbre ne passât devant ce même établissement.
- No 92-94 : immeubles réalisés par Xavier Schoellkopf. Au coin, à angle aigu, du 60 rue Servan.
- No 101 : lycée Voltaire, construit par Eugène Train de 1884 à 1889.